# Acuerdo Nacional para la Transición a la Plena Democracia

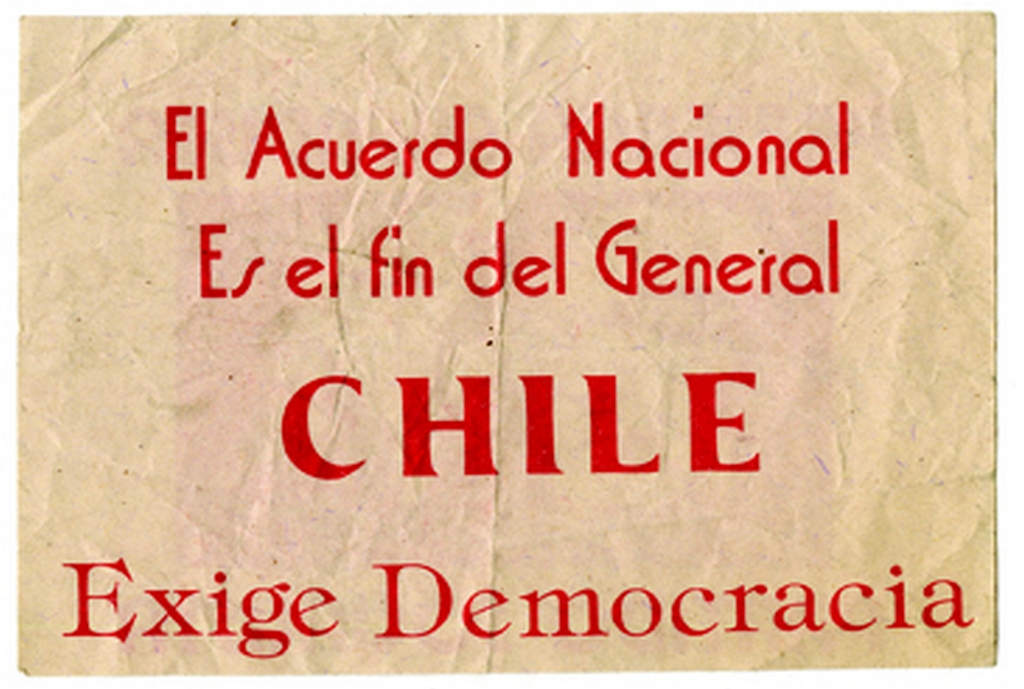
Panfleto de la oposición a la dictadura militar en apoyo al Acuerdo Nacional.

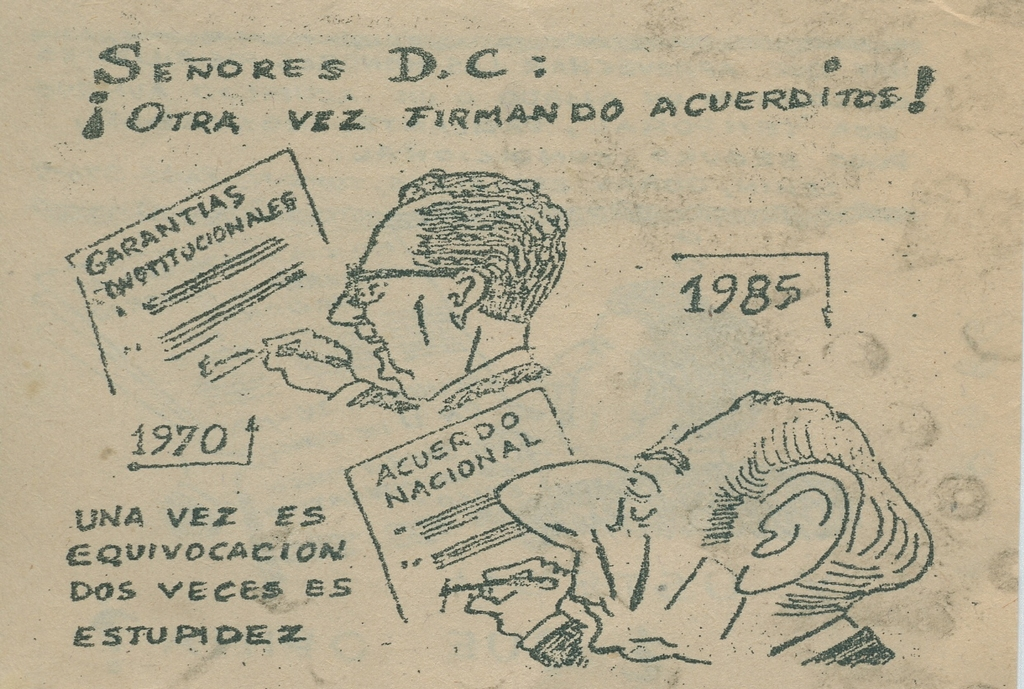
Panfleto de partidarios de la dictadura militar rechazando el Acuerdo Nacional, comparándolo con el Estatuto de Garantías de 1971.

El Acuerdo Nacional para la Transición a la Plena Democracia fue un documento suscrito por representantes de diversos partidos políticos chilenos, bajo el patrocinio de la Iglesia Católica, el 25 de agosto de 1985. Incluía a opositores a la dictadura militar de Augusto Pinochet aunque también (en minoría) partidarios de la misma, todos los cuales presentaron las bases para transitar hacia una democracia plena y representativa y terminar con el régimen dictatorial.

## Historia

### Antecedentes y contenido del acuerdo
Luego del fracaso de la llamada «apertura política» impulsada por el ministro del Interior Sergio Onofre Jarpa y el quiebre de las conversaciones entre gobierno y oposición, el arzobispo de Santiago, monseñor Juan Francisco Fresno, realizó un «llamado a la reconciliación» entre todos los sectores políticos. Para ello, encomendó a Sergio Molina (demócratacristiano), Fernando Léniz (independiente cercano a la derecha, exministro de Economía de la dictadura y posterior crítico del mismo) y José Zabala (empresario independiente cercano a la Iglesia Católica) la redacción de un documento que sirviera de base para una salida pactada a la democracia.
El documento final del Acuerdo Nacional fue firmado en Santiago el 25 de agosto de 1985. Concurrieron a su suscripción 19 personalidades representantes de 11 partidos políticos, que abarcaban desde la adhesión crítica a la dictadura militar (expresada en el MUN y el PN) como hasta la oposición al mismo (representada en la Alianza Democrática y sectores socialistas).
Entre las propuestas institucionales del texto, se encontraban:
- Convocatoria a elección popular de la totalidad del Congreso Nacional.
- Establecimiento de un procedimiento de reforma constitucional que contemplare la celebración de un plebiscito en caso de desacuerdo entre Ejecutivo y Legislativo.
- Elección del Presidente de la República mediante elección directa y popular, con segunda vuelta si fuere necesario.
- Existencia de un Tribunal Constitucional en el que estén representados adecuadamente los poderes Ejecutivo, Legislativo y Judicial. Dicho tribunal sería el único facultado para decretar la inconstitucionalidad de partidos y movimientos contrarios al sistema democrático.
- Regulación de los estados de excepción constitucional.

En materia económico-social, el Acuerdo proponía:
- Superación de la extrema pobreza, alcanzar una tasa alta de crecimiento económico y asegurar oportunidades de empleo estable como metas principales.
- Garantía constitucional del derecho de propiedad, incluidos los medios de producción.
- Economía mixta, en que el Estado tuviera una función activa.
- Equilibrio de las relaciones entre trabajadores y empleadores.

Contemplaba, además, una serie de medidas inmediatas:
- Término de los estados de excepción y del exilio.
- Formación de registros electorales.
- Término del receso político y derogación de las normas que impedían el funcionamiento de los partidos.
- Aprobación de una ley electoral para elegir Presidente de la República y Congreso Nacional, mediante sufragio directo, personal y secreto, libre, informado y debidamente controlado.
- Convocatoria a un plebiscito que legitimase las medidas propuestas.

### Consecuencias
Posteriormente firmaron el documento el Movimiento de Acción Popular Unitaria, el Comando Nacional de Trabajadores y la Unión Democrática de Trabajadoras, así como las federaciones de estudiantes de las universidades de Chile y Católica, y varios organismos gremiales, empresariales y poblacionales. Quedaron fuera el Movimientos de Izquierda Revolucionaria de la coalición Movimiento Democrático Popular —el Partido Comunista rechazó firmar el acuerdo pero declaró su disposición a impulsar las medidas inmediatas propuestas— y la derecha incondicional a Pinochet, como el Movimiento Unión Demócrata Independiente y Avanzada Nacional.
En el caso del Movimiento de Acción Nacional, su líder Federico Willoughby-MacDonald apoyó personalmente la firma del documento, razón por la cual se marginó de la agrupación y se incorporó a la oposición al régimen. Por su parte, Pablo Rodríguez Grez denunció que el Acuerdo fue gestionado por el Departamento de Estado de los Estados Unidos con la finalidad de desestabilizar la dictadura militar de Pinochet. Esto trajo como consecuencia el que se denegara a Rodríguez la solicitud de visado para ingresar al país del norte en julio de 1987.
Posterior a su firma, en noviembre de ese año, el Centro de Estudios Públicos realizó el seminario «Acuerdo Nacional y Transición a la Democracia», que contó con la presencia de los coordinadores del Acuerdo, así como personalidades políticas del momento como Eduardo Boeninger, Ángel Flisfisch, Óscar Godoy y Jaime Guzmán.
El Acuerdo fue rechazado por Pinochet y el gobierno, quienes no recibieron a los firmantes ni auspiciadores del documento. Posteriormente, el 8 de septiembre de 1986, algunos de los firmantes del documento, junto con otras agrupaciones políticas, suscribieron un texto de profundización del mismo, denominado «Bases de Sustentación del Régimen Democrático», el cual dio origen a una breve coalición conocida como «Grupo de los 13» o Acuerdo Nacional Democrático.

## Firmantes
| Partido                      | Representantes                                     |
| ---------------------------- | -------------------------------------------------- |
| Demócrata Cristiano          | Gabriel Valdés Patricio Aylwin                     |
| Radical                      | Enrique Silva Cimma Luis Fernando Luengo           |
| Social Democracia            | René Abeliuk Mario Sharpe                          |
| Movimiento de Unión Nacional | Andrés Allamand Francisco Bulnes Fernando Maturana |
| Nacional                     | Patricio Phillips Pedro Correa                     |
| Republicano                  | Hugo Zepeda Barrios Armando Jaramillo Lyon         |
| Unión Socialista Popular     | Ramón Silva Ulloa                                  |
| Liberal                      | Gastón Ureta                                       |
| Socialista-Briones           | Carlos Briones Darío Pavez                         |
| Socialista-Mandujano         | Sergio Navarrete Germán Pérez                      |
| Izquierda Cristiana          | Luis Maira Sergio Aguiló                           |